# Gilmer (Washington)
Gilmer az Amerikai Egyesült Államok északnyugati részén, Washington állam Klickitat megyéjében elhelyezkedő kísértetváros.
Gilmer postahivatala 1883 és 1919 között működött. A település névadója George W. Gilmer postamester.

## Fordítás
Ez a szócikk részben vagy egészben  a   Gilmer, Washington című angol Wikipédia-szócikk ezen változatának fordításán alapul.  Az eredeti cikk szerkesztőit annak laptörténete sorolja fel. Ez a jelzés csupán a megfogalmazás eredetét és a szerzői jogokat jelzi, nem szolgál a cikkben szereplő információk forrásmegjelöléseként.